# 阿維努爾梅

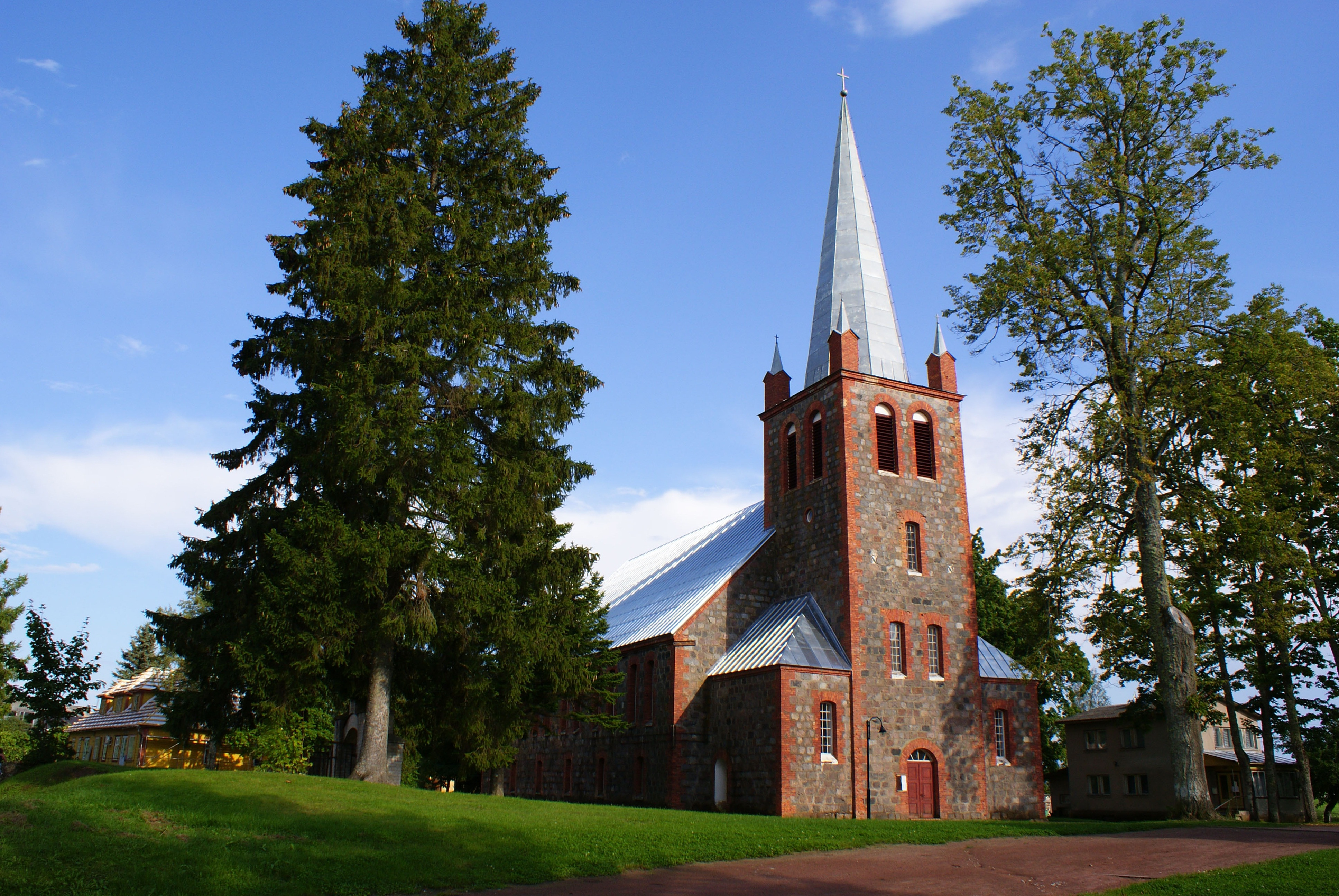
阿維努爾梅教堂

阿維努爾梅是愛沙尼亞約格瓦縣穆斯特韦市镇内的小鎮，位於該國東北部，處於阿維河畔，2011年該小鎮人口690。
2017年爱沙尼亚行政改革前，阿維努爾梅是東維魯縣原阿維努爾梅市镇的行政中心。改革后，阿維努爾梅市镇跟其他市镇合并后隶属約格瓦縣。